# Incitament
Incitament (af latin incitamentum, afledt af incitare 'sætte i (hurtig) bevægelse, opildne') er noget, som tilskynder eller motiverer en person til at foretage en bestemt handling. Det kan således anvendes synonymt med "tilskyndelse".
Indenfor økonomisk tankegang spiller økonomiske incitamenter en vigtig rolle, idet rationelle individer reagerer på forskellige incitamenter (f.eks. ændringer i priser - efterspørgslen efter en vare stiger typisk, når varens pris falder). Incitamentsstrukturen i et samfund kan dermed give et væsentligt forklaringsbidrag til befolkningens adfærd, og ved at påvirke incitamenterne kan politikere og andre styre adfærden i en ønskværdig retning. Eksempelvis kan grønne afgifter på forurenende produkter begrænse deres anvendelse og dermed føre til et renere miljø. Tankegangen om incitamenter spiller i det hele taget en stor rolle indenfor økonomisk teori om beskatning, da skatter typisk påvirker folks adfærd. Beskatning af arbejdsindkomst kan eksempelvis påvirke arbejdsudbuddet, og beskatning af kapitalindkomst ønsket om at spare op og investere.
Incitamenter behøver dog ikke nødvendigvis at være af økonomisk art. Incitamenter kan også være af etisk/moralsk eller tvangsmæssig art (f.eks. trusler om voldsanvendelse).